# National Freeway 1 (Taiwan)
De National Freeway 1 (Chinees: 國道1號; Guódào Yīhào) of Sun Yat-sen Freeway (Chinees: 中山高速公路, Zhōngshān gāosù gōnglù) is een autosnelweg in Taiwan. De snelweg is 374 kilometer lang en verbindt Keelung met Kaohsiung. De autosnelweg werd aangelegd vanaf 1971.
National Freeway 1 ·
National Freeway 2 ·
National Freeway 3 ·
National Freeway 3A ·
National Freeway 4 ·
National Freeway 5 ·
National Freeway 6 ·
National Freeway 7 ·
National Freeway 8 ·
National Freeway 10